# 忠臣蔵 天の巻・地の巻
『忠臣蔵 天の巻・地の巻』（ちゅうしんぐら てんのまき・ちのまき）は、1938年（昭和13年）3月31日公開の日本映画である。日活製作・配給。監督はマキノ正博、池田富保。モノクロ スタンダード 102分。

## 概要
マキノ省三の没後10周年記念作品。日活が伸び悩んでいた興行成績を挽回するために製作し、日活東西撮影所のスター俳優を総動員した春季超特作である。「天の巻」と「地の巻」の2部構成で、スタッフは両作で異なっていて初公開時は19巻物であった。当時は「空前絶後の陣容を配して贈る最高最大の忠臣蔵映画」と称されて、片岡千恵蔵、嵐寛寿郎、阪東妻三郎の豪華な顔ぶれとともに、本家本流の忠臣蔵映画という側面が強かったとされて、戦後のGHQの統制が終わった後に二度再公開されている。

## 戦後の再公開
戦後1953年（昭和28年）12月12日に日活ではなく東宝系で再公開された。戦中に製作部門が合併されて大映となったために日活は興行会社であった。一方東宝争議の後に新東宝が生まれ、製作能力が著しく低下した東宝が戦前の作品の改訂版の上映で急場を凌いでいた事情から、日活側で戦前の『忠臣蔵「天の巻」「地の巻」』の改定総集版を作り、東宝側で上映する「日活提供・東宝配給」の形で実現したものであった。この時の102分尺（12巻分）のプリントのみが現存している。そして翌年に日活は製作部門を再開して映画製作に乗り出し、3年後の1956年（昭和31年）12月12日に日活で再公開している。当時の併映は、売り出し中だった石原裕次郎主演「地底の歌」との二本立てだった。
2013年（平成25年）12月3日にHDリマスター版のDVDが日活より発売された。タイトルは『忠臣蔵「天の巻」「地の巻」（総集編）』としている。

## スタッフ
- 監督：マキノ正博（天の巻）、池田富保（地の巻）
- 製作：根岸寛一、藤田平二
- 総指揮：逢坂弥、森田佐吉
- 監修：横田永之助
- 脚本：山上伊太郎（天の巻）、滝川紅葉（地の巻）
- 撮影：石本秀雄（天の巻）、谷本精史（地の巻）
- 音楽：西悟郎（天の巻）、白木義信（地の巻）
- 録音：海原幸夫（天の巻）、中村敏夫（地の巻）
- 時代考証：江馬務

## キャスト
- 浅野内匠頭 / 立花左近：片岡千恵蔵
- 脇坂淡路守 / 清水一角：嵐寛寿郎
- 大石内蔵助：阪東妻三郎
- 原惣右衛門 / 小林平八郎：月形龍之介
- 萱野三平 / 浅野大学：尾上菊太郎
- 片岡源五右衛門 / 服部市郎右衛門：澤村國太郎
- 将軍綱吉 / 潮田又之丞：沢田清
- 柳沢出羽守 / 寺坂吉右衛門：河部五郎
- 大野郡右衛門 / 倉橋伝助：市川百々之助
- 神崎与五郎：原健作
- 建部織部正 / 猿橋右門：香川良介
- 安井彦右衛門：志村喬
- 多門伝八郎：市川小文治
- 粕谷平馬：団徳麿
- 三国屋幸右衛門：磯川勝彦
- 吉良左兵衛：市川正二郎
- 堀部弥兵衛：瀬川路三郎
- 近松勘六：田村邦男
- 藤井又左衛門：葉山富之輔
- 吉良間者喜六：尾上桃華
- 高田郡兵衛：尾上華丈
- 武林唯七：楠栄三郎
- 矢頭右衛門七：島田照夫
- 船松九兵衛：仁礼功太郎
- 三村次郎左衛門：石川秀道
- 萱野七郎左衛門：藤川三之祐
- 大江近江守：久米譲
- 雲助三州：林誠之助
- 早水藤左衛門：阪東国太郎
- 岡林杢右衛門：大崎史郎
- 吉田忠左衛門：若松文男
- 大石若党八左衛門：志茂山剛
- 岡野金右衛門：近松龍太郎
- 下り星の相州：市川猿昇
- 小野寺十内：小池柳星
- 間喜兵衛：沢村寿三郎
- 間新六：中村英雄
- お千賀：轟夕起子
- お静：深水藤子
- おくに：原駒子
- りく：酒井米子
- 吉良間者お梅：大倉千代子
- 加納の局：中野かほる
- おさい：衣笠淳子
- 腰元藤の江：比良多恵子
- 仲居お島：香住佐代子
- 沢の井：小松みどり
- 玉笹の局：滝沢静子
- 千坂兵部：小杉勇
- 堀部安兵衛：江川宇礼雄
- 吉良上野介：山本嘉一
- そばや久兵衛：杉狂児
- 大石主税：滝口新太郎
- 荘田下総守 / 村上喜剣：高木永二
- 土屋相模守 / 真野金吾：北龍二
- 梶川与惣兵衛：広瀬恒美
- 岡嶋八十右衛門：見明凡太朗
- 不破数右衛門：山本礼三郎
- 畳屋職人喜作：吉谷久雄
- 茶坊主珍賀：星ひかる
- 大久保権右衛門：吉井莞象
- 苅藻太夫：花柳小菊
- 浮橋太夫：黒田記代
- お千代：村田知栄子
- 瑤泉院：星玲子
- 戸田の局：沢村貞子
- 腰元藤の江：近松里子
- そばやお豆：悦ちゃん
- 大石吉千代：宗春太郎
- 老僕兵助 / 多門伝八郎：市川小太夫（特別出演）